# Planul 9 din spațiul extraterestru

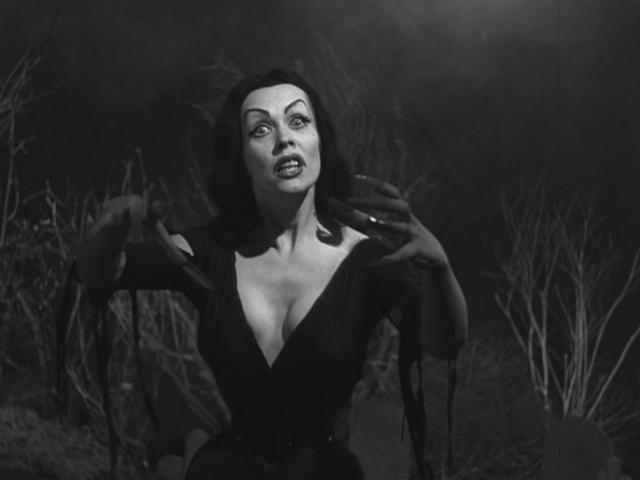
Plan 9 from Outer Space (1959)

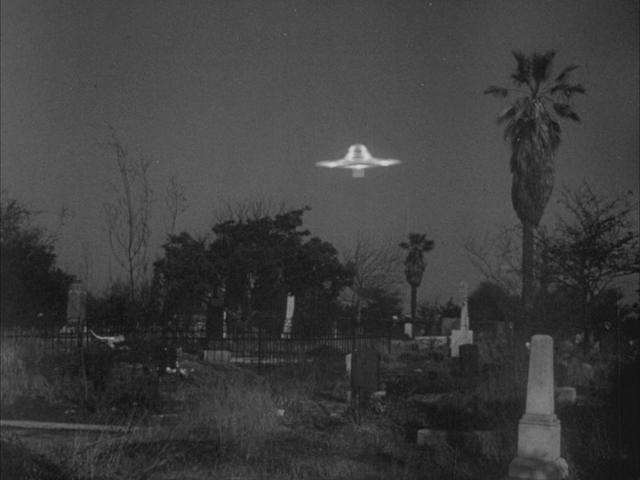
Filmul a ajuns în lista celor mai proaste filme datorită efectelor sale speciale slabe

Planul 9 din spațiul extraterestru  (titlu original: Plan 9 from Outer Space) este un film de groază-științifico-fantastic din 1959 scris și regizat de Edward D. Wood, Jr, în care interpretează actorii Gregory Walcott, Mona McKinnon, Tor Johnson și Maila Nurmi - „Vampira”.

## Povestea
În film se prezintă povestea unui atac din spațiul cosmic asupra oamenilor care sunt uciși prin forțe supranaturale pentru a fi înviați sub formă de zombie. Armata duce o luptă inegală cu extratereștrii,  polițiștii anchetează dispariții ciudate, iar politicienii încearcă să negocieze cu extratereștrii o soluție pașnică.

## Distribuția

### Creditați
- Gregory Walcott este Jeff Trent
- Mona McKinnon este Paula Trent
- Duke Moore este lt. John Harper
- Tom Keene este col. Tom Edwards (acesta a fost ultimul său film)
- Carl Anthony este patrula Larry
- Paul Marco	este patrula Kelton
- Tor Johnson este insp. Dan Clay
- Dudley Manlove este Eros
- Joanna Lee este Tanna
- John Breckinridge este conducătorul
- Lyle Talbot este General Roberts
- David De Mering este Danny
- Norma McCarty este Edith
- Bill Ash este căpitanul
- Lynn Lemon este părintele de la înmormântarea lui Clay
- Ben Frommer este un om care plânge la înmormântare
- Gloria Dea este o femeie care plânge la înmormântare
- Conrad Brooks este Patrolman Jamie
- Maila Nurmi este femeia vampir
- Bela Lugosi este vampirul jefuitor de morminte
- Criswell în rolul său

### Necreditați
- Donald A. Davis este bețivul
- Johnny Duncan
- Karl Johnson este fermierul Calder
- Tom Mason este omul vampir cu fața acoperită
- J. Edward Reynolds este groparul #1 (a fost și producător executiv)
- Hugh Thomas Jr. este groparul #2
- Edward D. Wood Jr. este omul cu ziarul

## Greșeli de producție

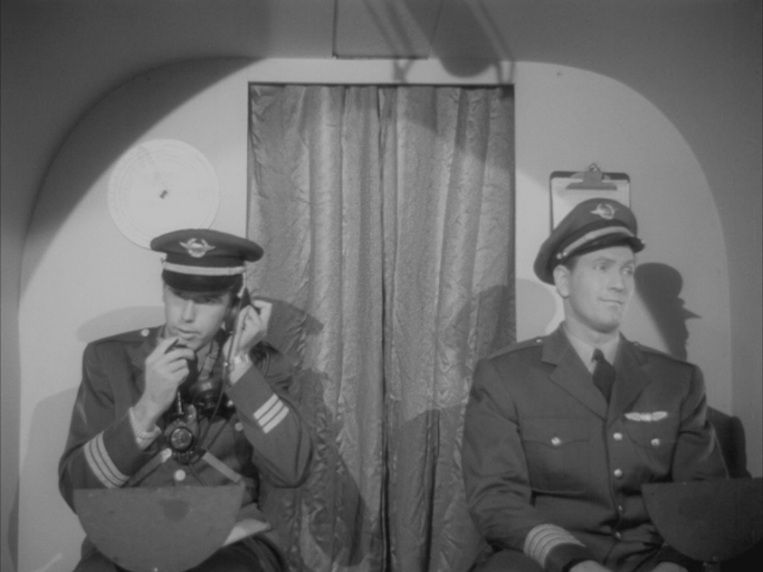
Umbra vizibilă a unui microfon în scena din cabina de pilotaj.

- tot filmul a fost filmat într-un garaj, folosind decoruri ieftine: cimitirul este din carton, decorul din cimitir mai conține câteva crengi uscate, iar crucile sunt mici și se mișcă în stânga și în dreapta când sunt atinse
- farfuriile zburătoare sunt jucării prinse cu sfoară.
- atacului armatei asupra farfuriilor zburătoare conține scene dintr-un film documentar despre război care prezintă diferențe de culoare față de scenele filmului.
- scena din cabina de pilotaj - se observă sus în cabină umbra unui microfon în momentul când farfuria zburătoare proiectează un fascicul de lumină asupra avionului, primul ofițer (cel din dreapta) își spune replicile citind scenariul, al doilea ofițer folosește un telefon pentru a comunica cu turnul de control (deși în avioane se folosește microfonul de la bord)

## Documentare
- Filmul este subiectul unui documentar intitulat Flying Saucers Over Hollywood: The Plan 9 Companion (1992), care este notabil pentru că are 30 minute mai mult decât filmul în sine.
- Cartea lui Rudolph Grey, Nightmare of Ecstasy: The Life and Art of Edward D. Wood Jr. (1992) conține anecdote despre realizarea acestui film. Grey constată că participanții la evenimente se contrazic uneori unul pe altul.
- În 1994, Tim Burton realizează un film biografic ficțional: Ed Wood, rolul lui Ed Wood fiind interpretat de Johnny Depp. Martin Landau este Bela Lugosi și Bill Murray este Bunny Breckinridge (care a interpretat conducătorul extratereștrilor în Plan 9 from Outer Space).
- În 2007, un documentar realizat de Kevin Sean Michaels intitulat Vampira: The Movie.

## Adaptări
- 1992: Plan 9 from Outer Space - un joc video de aventură point and click dezvoltat de Konami pentru Amiga. A fost lansat în 1992 de către Gremlin Graphics. O versiune DOS a fost realizată, dar a fost lansată numai în SUA.